# Go Princess 光之美少女
《Go Princess 光之美少女》是由東堂泉所創作的魔法少女動畫作品，「光之美少女系列」第十二作，屬第十代光之美少女。2015年2月1日在朝日電視台和朝日放送播放。

## 故事簡介
夢想是成為公主的春野遙，於新的學期正式成為寄宿學校貴族學園的初中一年級生，準備展開期待已久的新生活。就在此時，她目睹邪惡勢力把人通往夢想的「門」緊密封閉，並染上濃厚的絕望。然後在機緣巧合之下，她集齊了希望王國彼方王子誓死守護的公主香水及裝扮鎖匙，變身成為光之美少女——花神天使，開始奮勇對抗敵人。

## 登場角色

### 光之美少女
春野遙／花神天使（Haruno Haruka／Cure Flora）
配音：嶋村侑（日本）；羅易雯（台灣）；黎皓宜（ViuTV、ALL STARS F）（香港）
形象顏色：  粉红色
13歲的貴族學園初中一年級生。充滿活力和笑容的女孩，時刻懷抱夢想的性格，使之面對困難時不會輕言放棄。總會拿出封面印有公主的圖畫書去鼓勵自己，直到現在都是以成為真正公主作為最大的夢想。在優秀的南和綺羅面前被形容為還沒開花的小花蕾，為此加倍努力去追趕步伐。非常喜歡鮮花和小動物，對彼方王子有好感。生日4月10日，白羊座。
口頭禪是「（所見或所想之事）滿開！」和「棒極了！」。
為了保護泡芙和阿羅瑪以及解救被克羅茲強行封閉住夢想的同學七瀨唯，變身成為繁花公主花神天使。
變身咒語為「換裝！光之美少女 公主禮服！（Precure Princess Engage）」。
變身口號為「百花齊放的繁花公主！花神天使！」。
團體口號為「堅強！優雅！美麗！Go Princess 光之美少女」。
戰鬥台詞是「是時候歸還那封閉在冰冷牢籠中的夢想了！做好覺悟了嗎？」。
其使用的「變身裝扮鑰匙」是小時候由彼方王子所給予。於第10話從貴族學園秘密玫瑰園的風車小屋中獲得「玫瑰鑰匙」，於第11話從彼方王子手中獲得「水晶公主魔法棒」，於第18話透過希望自己成為像喜愛的公主圖畫書中那樣的公主的決心，從自己手中的「花之公主」圖畫書中獲得「百合鑰匙」，於第29話成功通過上一代光之美少女公主的考驗，從前任花神天使切莉手裡獲得「櫻花鑰匙」。
在第38話中曾因為彼方王子的一句「若是追求夢想會讓你遍體鱗傷，那不如放棄夢想，不要當什麼公主了吧。」徹底刺傷心靈而陷入絕望，但在第39話中回想起自己的夢想不是「成為彼方心目中的公主」，而是「想成為像花朵公主一樣可愛的公主」之後重新找回希望，並原諒了彼方王子的失言。
在第47話中她親自將自己身上所擁有的4把裝扮鎖匙插入公主宮殿中解放其力量，從其中釋放出大量花瓣淨化了花之城堡，令其重現希望彩虹。
必殺技
光之美少女 花神漩渦（Precure Floral Tourbillon）
將「變身裝扮鑰匙」插入「公主香水」中，解放力量往身上噴灑後轉換為「優雅模式」，再從雙手釋放出大量如旋風般的花瓣包圍敵人，將其加以淨化，並伴以「祝福你！」的問候語結束。
一般技
光之美少女 玫瑰漩渦（Precure Rose Tourbillon）
將「玫瑰鑰匙」插入「水晶公主魔法棒」之中展開小型羽翼，解放力量之後從其中釋放出一朵大型紅玫瑰，然後炸裂成大量如旋風般的玫瑰花瓣攻擊敵人並減慢敵人的行動速度。
光之美少女 百合旋風（Precure Lis Tourbillon）
將「百合鑰匙」插入「水晶公主魔法棒」之中展開小型羽翼，解放力量之後從其中釋放出一朵大型白百合，然後炸裂成大量如旋風般的百合花瓣攻擊敵人，也可以把百合擲向敵人後炸裂成大量如旋風般的百合花瓣包圍及攻擊敵人。
光之美少女 櫻花湍流（Precure Sakura Turbulence）
將「櫻花鑰匙」插入「公主宮殿」之中，轉動上面的把手解放力量，從公主宮殿的魔法陣中釋放出一棵巨大的櫻花樹，釋放出大量如暴風雪般的櫻花花瓣攻擊敵人。
海藤南／人魚天使（Kaido Minami／Cure Mermaid）
配音：淺野真澄（日本）；謝寧（ALL STARS F）（台灣）；（ALL STARS F）（香港）
形象顏色：  藍色
14歲的貴族學園初中二年級生。為大型企業「海藤集團」的千金，擔當學生會會長，亦被稱為學園的公主，有一名兄長。文武雙全，擅長芭蕾舞、馬術和射箭。富有責任感，做事十分細心，扮演著一名溫柔可靠的姐姐型角色，自身亦盼望對外豎立有體面的形象，成為像哥哥和爸爸那樣有助於別人的人。非常喜歡大海，愛喝紅茶。害怕鬼怪。生日7月20日，巨蟹座。
無意中親眼目睹了學妹春野遙變身為花神天使與絕望堡戰鬥的場景之後，為了幫助陷入危機之中的小遙以及保護全校的學生，變身成為海洋公主人魚天使，能夠在海中自由活動以及像在陸地上一樣正常說話和呼吸而不用擔心嗆水。非常關心小遙的事。
變身咒語為「換裝！光之美少女 公主禮服！（Precure Princess Engage）」。
變身口號為「晶瑩剔透的海洋公主！人魚天使！」。
團體口號為「堅強！優雅！美麗！Go Princess 光之美少女」。
戰鬥台詞是「是時候歸還那封閉在冰冷牢籠中的夢想了！做好覺悟了嗎？」。
其使用的「變身裝扮鑰匙」是她在學校旁邊的海灘上偶然撿到的。於第10話從貴族學園秘密玫瑰園的風車小屋中獲得「冰雪鑰匙」，於第11話從彼方王子手中獲得「水晶公主魔法棒」，於第16話透過與大海互相扶持的意志，從海底的岩石裡獲得「泡沫鑰匙」，於第29話成功通過上一代光之美少女的考驗，從前任人魚天使尤拉手裡獲得「珊瑚鑰匙」。
在第44話中曾因為自己到底該選擇一個怎麼樣的夢想而感到迷惘，導致在戰鬥中使不上力，但後來在其他同伴的鼓勵下重新恢復了自信，事後她向眾人透露自己的夢想是選擇成為一名像明日香那樣的海洋動物保護員。
在第45話中她親自將自己身上所擁有的4把裝扮鎖匙插入公主宮殿中解放其力量，從其中釋放出大量泡沫與海浪淨化了海之城堡，令其重現希望彩虹。也是在這一話中她將自己想成為海洋生物獸醫的夢想告知了父母，最終得到了家人的理解與支持。
必殺技
光之美少女 人魚漣漪（Precure Mermaid Ripple）
將「變身裝扮鑰匙」插入「公主香水」中，解放力量並往身上噴灑後轉換為「優雅模式」，再從敵人的下方用雙手釋放出一個巨大的水龍捲包圍敵人，將其加以淨化，並伴以「貴安！」的問候語結束。
一般技
光之美少女 冰雪漣漪（Precure Frozen Ripple）
將「冰雪鑰匙」插入「水晶公主魔法棒」之中展開小型羽翼，解放力量之後從其中釋放出一片大型雪花狀結晶，然後炸裂成大量如暴風雪般的冰塊及大型冰柱凍結並封鎖敵人的行動，也可以把那片雪花狀結晶放在面前防禦敵人的攻擊。
光之美少女 泡沫漣漪（Precure Bubble Ripple）
將「泡沫鑰匙」插入「水晶公主魔法棒」之中展開小型羽翼，解放力量之後從其中釋放出一個大型水泡，然後炸裂成大量小型水泡包圍並封鎖敵人的行動。
光之美少女 珊瑚漩渦（Precure Coral Maelstrom）
將「珊瑚鑰匙」插入「公主宮殿」之中，轉動上面的把手解放力量，從公主宮殿的魔法陣中釋放出巨大的水漩渦，釋放出大量的珊瑚與水之海豚，接著人魚天使抓著水之海豚順著快速流動的潮流猛烈攻擊敵人。
天之川綺羅／閃亮天使（Amanogawa Kirara／Cure Twinkle）
配音：山村響（日本）
形象顏色：  黄色
13歲的貴族學園初中一年級生，同時是人氣模特兒。每日都為了兼顧兩邊工作，而顯得十分忙碌，有點自我中心。對遙暱稱為「春春（はるはる）」、對南暱稱為「小南（みなみん）」、對唯暱稱作「唯唯（ゆいゆい）」及對永久暱稱作「永久親（トワっち）」。自幼受母親史黛拉影響而夢想成為世界級最頂尖的模特兒，為此一直勇往直前和培養實力。非常喜歡星星，愛吃甜點，特別是甜甜圈。生日9月12日，處女座。
在親眼目睹了克羅茲大鬧自己的時裝秀會場之後，為了幫助陷入危機之中的小遙和小南並保護自己最重要的時裝秀，變身成為繁星公主閃亮天使。
變身咒語為「換裝！光之美少女 公主禮服！（Precure Princess Engage）」。
變身口號為「輝煌閃耀的繁星公主！閃亮天使！」。
團體口號為「堅強！優雅！美麗！Go Princess 光之美少女」。
戰鬥台詞是「是時候歸還那封閉在冰冷牢籠中的夢想了！做好覺悟了嗎？」。
其使用的「變身裝扮鑰匙」是她在自己的化妝盒裡偶然發現的。第4話表示自己工作繁忙沒有時間當光之美少女而拒絕加入，但第5話中親身感受到了小遙對自己未來的不懈支持之後，改變主意正式加入隊伍，於第10話從貴族學園秘密玫瑰園的風車小屋中獲得「月亮鑰匙」，於第11話從彼方王子手中獲得「水晶公主魔法棒」，於第17話透過與母親史黛拉之間一起實現夢想的緊密親情，而從母親史黛拉的身上獲得「流星鑰匙」，於第29話成功通過上一代光之美少女公主的考驗，從前任閃亮天使塞伊手裡獲得「銀河鑰匙」。
第12話受所屬模特兒公司社長響子的邀請及利誘下參加電視節目「Sunday GoGo」的甜甜圈店採訪工作，自創名為「甜甜圈公主（ドーナツプリンセス）」的吉祥物服飾，與蘭子的「甜甜圈三次決勝負」比賽以美食評論及吉祥物服裝馬拉松兩個環節勝出。
第42話曾經意識到自己無法兼顧光之美少女與模特兒而一度想放棄後者，但第43話中因小南與小遙為自己舉辦的夢想時裝秀而重新恢復，也是在這一話中她親自將自己身上所擁有的4把裝扮鎖匙插入公主宮殿中解放其力量，從其中釋放出閃耀星光淨化了星之城堡，令其重現希望彩虹。
注：天之川在日語中有「銀河」之意。
必殺技
光之美少女 閃亮哼唱（Precure Twinkle Humming）
將「變身裝扮鑰匙」插入「公主香水」中，解放力量並往身上噴灑後轉換為「優雅模式」，再用單手向敵人投擲出一個巨大的金黃色星星包圍敵人，將其加以淨化，並伴以「貴安！」的問候語結束。
一般技
光之美少女 滿月哼唱（Precure Full Moon Humming）
將「月亮鑰匙」插入「水晶公主魔法棒」之中展開小型羽翼，解放力量之後從其中釋放出一個小型新月，然後演變成大型滿月的防護罩防禦敵人的攻擊，也可以將防護罩當做刀刃投向敵人攻擊。
光之美少女 流星哼唱（Precure Meteor Humming）
將「流星鑰匙」插入「水晶公主魔法棒」之中展開小型羽翼，解放力量之後從其中釋放出一個大型金黃色星星，然後炸裂成大量如流星雨般的小型星星光彈攻擊敵人。
光之美少女 銀河合唱（Precure Galaxy Chorus）
將「银河鑰匙」插入「公主宮殿」之中，轉動上面的把手解放力量，從公主宮殿的魔法陣中釋放出小型銀河，射出大量如流星雨般的小型星星光彈攻擊敵人。
黛維莱德／紅城永久／赤紅天使（Twilight／Akagi Towa／Cure Scarlet）
配音：澤城美雪（日本）
形象顏色：  红色
生日12月15日，射手座。
第13話登場，自稱迪斯達克的絕望公主，擁有一頭銀色長髮（變身前為紅色）、一雙尖耳朵及紅眼晴，身穿黑紅色禮服，手裡總是拿著一把能演奏出冰冷音色小提琴的神秘少女，性格冷酷殘忍，為組織中僅次於首領迪絲比婭的第二號人物，同時也是其女兒兼正統繼承人，自稱高尚、尊貴和美麗，蔑視光之美少女公主們的立場及夢想。
戰鬥力極高，能夠使出藍色火焰攻擊或防禦。擁有一把能夠大幅度強化迪斯達克成員和絕望堡力量，外表酷似「裝扮鑰匙」的皇冠形黑色鑰匙（帶有紅色寶石及黑色的羽翼狀裝飾）。形容小提琴是要緊閉心扉才能作完美演奏，讓遙短時間內掌握技巧，縱然音色被評為沒有感情。
第18話中使用迪絲比婭所贈的新魔法棒及第二把黑色鑰匙（帶有紫色寶石及紫色的煙火狀裝飾），創造出戰鬥空間，將空間內的人封印入魔鏡內轉換成絕望能量化為己用。最終被「光之美少女 三重爆發」擊敗，於魔法棒被粉碎後撤退。
第19話中，在希望王國一處隱密的古老城堡裡發現了第四瓶「公主香水」，在第20話中使用迪絲比婭所贈的第三把黑色鑰匙（帶有水色寶石及藍色的蝴蝶狀裝飾）解放其力量變身成黑暗公主，令遙等人大為震驚，並被彼方王子認出她是自己下落不明的妹妹——永久。
第21話中，揭露她小時候無意中走進了一處陰森恐怖的「絕望森林」，在那裡遭遇到迪絲比婭，隨後便被擄走並洗去所有記憶，變成黛維莱德的模樣。後來在小遙堅持不懈的呼喚及彼方優美的小提琴聲影響下，逐漸找回之前的記憶，最終三位光之美少女趁機使出「光之美少女 三重爆發」去淨化她身上的邪惡力量，令其恢復正常，與眾人團聚。
第22話中，迪絲比婭企圖再次對其洗腦控制，但在懷著強烈希望和眾人支持下，最終擺脫控制並覺醒了光之美少女的力量，原本的藍色絕望之火的力量轉變成鮮紅的希望之火，3把黑色鑰匙及被黑色鑰匙污染的第四瓶「公主香水」均被希望之火淨化，變身成為火燄公主赤紅天使。
繼《光之美少女：幸福精靈Fresh!》的伊絲和《光之美少女：美樂天使》的賽蓮之後第三名由敵人轉為正派之光之美少女的成員。
變身咒語為「換裝！光之美少女 公主禮服！（Precure Princess Engage）」。
變身口號為「深紅的火燄公主！赤紅天使！」。
團體口號為「堅強！優雅！美麗！Go Princess 光之美少女」。
戰鬥台詞是「是時候歸還那封閉在冰冷牢籠中的夢想了！給我做好覺悟吧！」。
其使用的「變身裝扮鑰匙」、「煙火鑰匙」及「鳳凰鑰匙」均是由原來的3把黑色鑰匙淨化而來。於第28話從七瀨唯親手繪製的圖畫日記中獲得「太陽鑰匙」。
第23話正式加入隊伍，第24話按照學園長望月夢的提議以「紅城永久」之名轉入貴族學園，成為了綺羅羅的室友兼同班同學。起初對於人類世界里的生活方式毫無概念，但隨著她在那裡的生活逐漸改善，到了第46話時已願意「自己的事情自己做」。
第28話透露出她完全不會游泳。
第35話透露出其本名為普琳賽斯・霍普・蒂萊特・永久（希望之快樂公主永久）（Princess Hope Delight Towa）。
第40話懷著強烈的解放與復興希望王國的夢想，親自將自己身上所擁有的4把裝扮鑰匙插入公主宮殿中解放其力量，從其中釋放出希望之火淨化了自己還是黛維莱德時那座古老城堡令其恢復成為火之城堡，重現希望彩虹，同時也讓其成為了光之美少女在希望王國的一處秘密據點並打開了通往人類世界的新大門。而這也標誌著光之美少女們拉開了光復希望王國行動的序幕……
非常喜歡吃餡蜜。
是前期作為反派時唯一沒有負責召喚怪物的光之美少女。
繼《光之美少女：美樂天使》的調邊亞子、《填充幸福 光之美少女！》的白雪姬之後第三位身分為公主的光之美少女。
作為反派時的名字源自於英語「黃昏」。
必殺技
光之美少女 鳳凰烈焰（Precure Phoenix Blaze）
將「鳳凰鑰匙」插入「公主香水」中，解放力量並往身上噴灑後轉換為「優雅模式」。接著再將「鳳凰鑰匙」插入「赤紅小提琴」之中，演奏出一段輕快而優雅的音樂之後，從背後出現的魔法陣中召喚一隻巨大的火鳳凰展翅衝向敵人，將其包圍於如太陽般熾熱的火焰中加以淨化，並伴以「貴安！」的問候語結束。
一般技
光之美少女 赤紅幻象（Precure Scarlet Illusion）
將「煙火鑰匙」插入「赤紅小提琴」之中，演奏出一段威嚴的音樂之後，從小提琴的琴弓釋放出一道華麗的煙花，並匯聚成一個圓形的防護罩防禦敵人的攻擊。
光之美少女 赤紅火花（Precure Scarlet Spark）
將「煙火鑰匙」插入「赤紅小提琴」之中，演奏出一段威嚴的音樂之後，從小提琴的琴弓釋放出大型火焰攻擊敵人。
光之美少女 赤紅火焰（Precure Scarlet Flame）
將「變身裝扮鑰匙」插入「赤紅小提琴」之中，演奏出一段快樂的音樂之後，從小提琴的琴弓揮舞出漩渦狀的大型火焰攻擊敵人。
光之美少女 赤紅日珥（Precure Scarlet Prominence）
將「太陽鑰匙」插入「公主宮殿」之中，轉動上面的把手解放力量，從公主宮殿的魔法陣中釋放出一個小型太陽，射出熾熱的大型日珥攻擊敵人。
- 合體必殺技

光之美少女 三重光波（Precure Trinity Lumiere）
第11話登場。初期三人在持有「水晶公主魔法棒」的狀態下，分別將「玫瑰鑰匙」、「冰雪鑰匙」及「月亮鑰匙」插入「公主香水」中，解放力量並往身上噴灑後轉換為第二「優雅模式」；接著再分別將鑰匙插入魔法棒中展開小型羽翼，先後於空中畫出粉紅色、淺藍色及黃色弧形；繼而三個弧形幻化成代表光之美少女公主的皇冠圖案，射出大型粉紅光束，將敵人消滅或淨化，並伴以「貴安！」的問候語結束。
光之美少女 三重爆發（Precure Trinity Explosion）
第18話登場。初期三人在持有「水晶公主魔法棒」的狀態下，分別將「百合鑰匙」、「泡沫鑰匙」及「流星鑰匙」插入「公主香水」中，解放力量並往身上噴灑後轉換為第三「優雅模式」；接著再分別將鑰匙插入魔法棒中展開小型羽翼加上小型心形緞帶裝飾物，先後於空中揮舞緞帶畫出多道粉紅色、淺藍色及黃色弧形；繼而這些弧形幻化成代表光之美少女公主的皇冠圖案，射出大型彩虹光束，將敵人打敗或淨化，並伴以「貴安！」的問候語結束。
光之美少女 輝煌希望（Precure Eclat Espoir）
第30話登場。光之美少女們分別將「櫻花鑰匙」、「珊瑚鑰匙」、「銀河鑰匙」及「太陽鑰匙」插入「公主宮殿」中，轉動上面的把手解放力量，轉換為第四「優雅模式」——「優雅模式・高貴盛裝（Mode Elegant・Dress Up Premium）」；接著將敵人包圍在宮殿中心的魔法陣中之後，分別從雙手釋放出巨大的粉紅色、藍色、黃色及紅色光束包圍敵人，將敵人加以淨化，並伴以「貴安！」的問候語結束。
光之美少女 宏偉之春（Precure Grand Printemps）
第39話登場。光之美少女們將「皇家裝扮鑰匙」插入「公主宮殿」中，轉動上面的把手解放力量，轉換為第五「優雅模式」——「皇家優雅模式（Mode Elegant・Royal）」；接著將敵人包圍在宮殿中心的魔法陣中之後飛向空中展現代表光之美少女公主的皇冠圖案，再將自己幻化為一道絢麗的彩虹光束從高空如流星般急速俯衝下降衝向敵人，將敵人加以淨化，淨化時周圍會綻放出大量絢麗的花朵，最後花神天使在說完「百花盛開吧（Blooming）」一詞後，再伴以「貴安！」的問候語結束。
光之美少女 宏偉解放（Precure Grand Liberation）
第49話登場。光之美少女們在變身為「宏偉公主」之後，用手中的權杖將「黃金裝扮鑰匙」幻化為一把巨大的金鑰匙射向敵人，將敵人加以淨化，並伴以「貴安！」的問候語結束。
光之美少女 萬聖閃電（Precure Halloween Eclair）
僅出現於電影版。光之美少女們將4把「南瓜裝扮鑰匙」插入「公主宮殿」中，轉動上面的把手解放力量，轉換為「萬聖節優雅模式（Mode Elegant・Halloween）」；接著將敵人包圍在宮殿中心的魔法陣中之後，分別從雙手釋放出巨大的粉紅色、藍色、黃色及紅色光束包圍敵人，將敵人加以淨化，並伴以「貴安！」的問候語結束。僅出現於劇場版。
朝日奈未來／奇蹟天使（Asahina Mirai／Cure Miracle）
配音：高橋李依（日本）；雷碧文（台灣）；姜嘉蕾（香港）
形象顏色：  粉红色
魔法使 光之美少女！主角，本作最終話結尾曲後的交接儀式中與花神天使正式交接。

### 希望王國（Hope Kingdom）
原本到處充滿著希望氣息的幸福國度，因為遭到迪斯達克侵略而淪陷，變成了迪斯達克的巢穴，所有國民的夢想均被迪斯達克成員強行封閉。於第47話中除了依然被封閉的國民之外已完全恢復正常，最終於第50話獲得解放。
彼方王子（Prince Kanata）
配音：立花慎之介（日本）
希望王國的王子，本名為普林斯・霍普・葛蘭德・彼方（希望之大王子彼方）（Prince Hope Grand Kanata）。時常教導身邊人要相信夢想。幼時覓得花神天使的裝扮鑰匙後意外穿越時空，將其託付於眼前不放棄夢想的遙；長大後將3瓶公主香水交託泡芙和阿羅瑪，送到覺醒的眾人手上。
第6話透露王子本人仍然隻身藏於希望王國，並策騎飛馬「願望（Wish）」四處戰鬥，經公主課程平板電腦與遙等人聯絡。第10話趁著迪絲比婭集中對付三名光之美少女，尋回藏在王國某處的「水晶公主魔法棒」，並在第11話中透過聯繫眾人的夢想將之送達。
第19話由夏慕爾小姐透露王子本人有一名目前依然下落不明的妹妹，後於第20話透露妹妹消失是自己與國民無法抵抗迪絲比婭帶來絕望的一大原因。
第21話他為了掩護光之美少女等人帶著妹妹永久撤退，一個人阻擋及拖延迪絲比婭的攻擊，與眾人再度失散。
第33話的結尾，眾人發現了一枚疑似是屬於彼方王子的紐扣，於是眾人推測王子並未遭遇不測，而是已經來到人類世界，並且就在附近。隨後第34話的結尾，眾人的推測得到了證實：她們在熙熙攘攘的過馬路人群中發現了王子轉瞬即逝的背影。
第35話，眾人終於在老技師錦戶的小提琴作坊里找到了王子本人。然而令人大為震驚的是，此刻的他已經喪失了所有的記憶與力量，根本不記得之前的所有事情。儘管這樣，眾人並沒有因此而放棄，反而讓她們下定決心要用盡一切方法誓要令王子重新找回之前的記憶，而王子本人也已經表示願意配合他們全力尋找自己失落的回憶。
然而第38話在目睹了小遙與克羅茲的苦戰之後，內心十分痛苦的所以向小遙說出了「若是追求夢想會讓你遍體鱗傷，那不如放棄夢想，不要當什麼公主了吧。」，令一直對他很在意的小遙陷入了絕望之中，而這一絕望感所產生出的大量絕望能量大大加快了「絕望種子」在整個人類世界的生長進度……
第39話，在得知自己的那句話害小遙陷入了絕望之後，十分的後悔，為此跑去向小遙謝罪。見到了小遙的笑臉與決心後，成功找回了自己喪失了的記憶與力量。事後向眾人透露自己之所以會失憶是因為在阻擋迪絲比婭時耗盡了所有的能量，以至於丟失了自己的記憶和夢想，並表示自己的新夢想是想要看到小遙的笑容以及守護她成為公主的夢想。
泡芙（Pafu）
配音：東山奈央（日本）
形象顏色：  粉红色
全身粉紅色，長相酷似貴賓犬的精靈，是希望王國城堡的見習女僕。阿羅瑪的妹妹，喜歡哥哥。
平日顯得悠閒並喜歡撒嬌，喜好梳理頭髮和追逐時尚品味，但經常踏上自己耳邊的毛髮而絆倒，最討厭有人說自己是狸貓或小狗。被貴族學園的學生發現並一陣騷動後成為女生宿舍的寵物，為眾學生所愛。語尾習慣加上「～泡芙（～パフ）」。
第15話在夏慕爾小姐的協助下變成人類形態，參與女僕測驗。雖然過程中烏龍百出，但最終合格。
第26話因為想照顧永久公主，所以和哥哥一起對抗絕望堡，最後基於堅強的意志引發變身，成為了真正的女僕——「女僕裝扮模式（Maid Dress Up Mode）」，可協助啟動「公主宮殿」，並得到強大的嗅覺，可以感應周圍的邪惡氣息。
名字源自於英語「粉撲」。
阿羅瑪（Aroma）
配音：古城門志帆（日本）
形象顏色：  紫色
全身紫色，長相酷似鸚鵡的精靈，是希望王國城堡的見習管家。泡芙的哥哥，悉心照顧妹妹。
明亮而堅定的存在，努力指導眾人成為公主，特別是在言行作多方面的提醒，最討厭有人說自己是鸚鵡。於泡芙的風波以後與妹妹泡芙一同成為貴族學園女生宿舍的寵物。語尾習慣加上「～羅瑪（～ロマ）」。而生氣或否定的時候則會發出「嘰嘰嘰！（チッチッチッ！）」的叫聲。
第15話在夏慕爾小姐的協助下變成人類形態，參與管家測驗。可是過程中過份執著於自己計劃的行程導致忽略了服侍對象小遙的感受，而被評為不合格。
第26話因為想照顧永久公主，所以和妹妹一起對抗絕望堡，最後基於堅強的意志引發變身，成為了真正的管家——「管家裝扮模式（Butler Dress Up Mode）」，可協助啟動「公主宮殿」，並且也得到與泡芙類似的強力第六感，可以感應周圍的邪惡氣息。
名字源自於英語「芳香」。
夏慕爾小姐（Miss Shamour）
配音：新谷真弓（日本）
形象顏色：  紫色
全身白色、留有一頭黑色頭髮、長相酷似暹羅貓的精靈，手裡總是拿著一支帶有貓咪肉球形狀裝飾物的教鞭。
一直住在公主課程平板電腦裡，為眾人的公主指導老師。精通各項學科，擅長占星術，還能通曉各種動物的語言，戰鬥力也不俗。到達人類世界後亦有自行外出，不斷學習另一處的文化。
擁有「課程精靈力量」（Lesson Fairy Power），可以將自己、其他精靈和動物轉換形態（例如變成人類形態，或讓動物擬人化），亦可隨意搭建與課程相關的異空間。其提供的課程包括沖製紅茶、網球、製作宴會禮服、演奏小提琴、插花、化妝以及料理。甚至曾在第33話中親身教導身為迪斯達克幹部的夏特如何化妝，一度令眾人大跌眼鏡。
說話時總是習慣插入英語的詞句。過去曾經指導彼方王子和永久公主，亦會品評泡芙和阿羅瑪作為皇室僕人的資格。
名字源自於英語「麂皮」。
洛克／庫洛洛（Lock／Kuroro）
配音：甲斐田幸（日本）
形象顏色：  黄色
迪斯達克的男性幹部，早期反派幹部「迪斯達克三劍客」之一，有著十幾歲少年般的外貌，總是身著一件黑黃相間、外觀酷似長著翅膀的惡魔形象的外套，外套上面的眼睛才是真正的眼睛，經常拿著一部掌上遊戲機在玩，性格陰險奸詐、乖戾，實力在「迪斯達克三劍客」之中最強。
第23話被迪絲比婭委託收集令其恢復體力的絕望能量，外貌亦化為一個身材高大的青年。
第28話利用兩個分身偷走遙、南和綺羅羅的9把裝扮鑰匙，並在第29話將之封閉，轉化為絕望能量，將整個希望王國城堡變成了絕望堡並現身在光之美少女面前。
第30話透露自己在接受收集絕望能量的任務時，已經有意取代迪絲比婭成為迪斯達克的新首領，按照自己的意願將整個世界籠罩在絕望之中。於裝扮鑰匙被奪回後，將全部的絕望能量吸收到自己身上，獸化為帶蝙蝠翅膀的巨大蟾蜍形態。最終被「光之美少女 輝煌希望」打敗，殘餘的能量則被克羅茲化身的烏鴉用絕望堡鎖具全部吸走。
第31話揭露其真正身份是一隻全身茶色、長相酷似蘇格蘭摺耳貓的希望王國精靈——庫洛洛，被小遙等人發現後暫時安置在公主課程平板電腦裡休眠，由夏慕爾小姐照顧，後來在第33話恢復體力甦醒，甦醒後一度因為感到孤單羞愧，不願意與眾人交流。但在夏慕爾小姐的幫助及目睹了光之美少女永不放棄希望與夢想的決心後敞開心扉，重新展現笑容。
第40話進一步揭露他之所以會變成洛克的原因是因為當時迪斯達克入侵希望王國時他不幸被洛克的本體（也就是那件外套）附身所致。
第48話，洛克的真正本體因為重新吸收了大量絕望能量而再度復活，但最終被「光之美少女 宏偉春天」徹底淨化，恢復為原來的外套。
第49話，庫洛洛再次穿上那件外套加入到了與迪絲比婭的最終決戰中。
第50話，洛克成為了夏特的圍巾，表示自己沒了力量，迫於無奈只能這麼妥協。庫洛洛則成為了夏慕爾小姐的徒弟，以指導老師為目標。
作為反派時的名字源自於英語「鎖上」。
作為精靈時語尾習慣加上「～洛洛（～ロロ）」。
希望王國國王、希望王國王妃
配音：川島得愛、天野由梨（日本）
希望王國的國王與王妃，彼方與永久的父母，不幸被迪斯達克強行封閉了夢想，最終於第50話獲得解放。
其中，彼方的髮色基因與永久的膚色基因源自國王，彼方的膚色基因與永久的髮色基因緣自王妃。

### 迪斯達克（Dys Dark）
企圖把人們通往夢想的「門」緊密封閉，并妄圖讓全世界陷入絕望之中的邪惡組織。

#### 首領
迪絲比婭（Dyspear）
配音：榊原良子（日本）
迪斯達克的首領。妄圖封閉所有人的夢想並染上絕望色彩的絕望魔女。擁有製造自身巨大幻影與巨大絕望牢籠空間、召喚荊棘與分身攻擊、變出新黑色鑰匙等能力。
第21話透露自己藉由永久對自身的不安而在「絕望森林」中被喚醒，然後再以國民對失去永久的絕望感成為自身的力量來源。而因為永久化成的黛維莱德三番兩次失敗，決定將他當成棄卒處理，意圖在他打敗光之美少女後任由絕望能量反噬身體。
其後因為計劃被眾人妨礙，於是在第22話親自到貴族學園解決永久等人，被赤紅天使的「光之美少女 鳳凰烈焰」擊中前逃脫。因為在之前的戰鬥中消耗太多絕望能量，而在第23話暫時前往「絕望森林」休養，臨走之前委託洛克收集絕望能量，好讓自己恢復體力。
第31話獲得了克羅茲提供的絕望能量後，伴隨化為城堡形態的「絕望森林」歸來，並命令克羅茲率領其餘部下進軍人類世界。
第47話的結尾來到了人類世界，準備發動全面的侵略。
第49話被變身為「宏偉公主」的光之美少女消滅，臨死前把全部的絕望能量交託給克羅茲。
後來在STMM中被索爾希埃爾的魔力以一般型態復活，第一次登場與 Go! Princess 光之美少女和魔法使 光之美少女！交戰，第二次登場與DokiDoki！光之美少女及魔法天使交戰，最後自爆。
繼《光之美少女Splash Star》的葛亞、《Yes! 光之美少女5GoGo!》的館長、《FRESH光之美少女!》的梅比斯、《Heartcatch 光之美少女!》的沙漠之王杜恩和《Smile 光之美少女!》的皮耶羅後第六個在最終決戰後徹底消失的反派首領。
名字源自於英語「絕望」。

#### 王族
黛維莱德（Twilight）
光之美少女参照。

#### 迪斯達克三劍客
克羅茲（Close）
配音：真殿光昭（日本）
迪斯達克的男性幹部，早期反派幹部「迪斯達克三劍客」之一，有著搖滾樂巨星般的外貌，性格急躁狂妄、目中無人，對人類的夢想抱持著一副無情的嘲笑態度。
第11話甘願被絕望力量完全反噬，獸化成為巨大的烏鴉，最終還差點被「光之美少女 三重光影」完全消滅，並退化為烏鴉型態在一旁監視。於第30話奪去洛克的絕望能量，並在第31話以全面復活的姿態突然出現在光之美少女面前，性格和模樣都變得認真，令眾人大為震驚。
由於為迪絲比婭恢復體力作出極大貢獻，因此被迪絲比婭升任為迪斯達克的第二號人物，並將大量「絕望種子」秘密散佈於整個人類世界。
第38話他曾偽裝成人類形態並化名「黑須」（這一化名與他的本名讀音相似）混入貴族學園，期間在暗中陰謀策劃針對光之美少女的離間活動。
第39話被「光之美少女 宏偉春天」打敗前與斯托普、弗利茲一起狼狽逃走，其散佈在人類世界的所有「絕望種子」也被光之美少女全部消滅。
第49話被迪絲比婭吸收並合為一體，後來在第50話與花神天使交手後意識到希望無法被打敗，從而消失在了眾人面前。
名字源自於英語「關上」。
夏特（Shut）
配音：日野聰（日本）
迪斯達克的男性幹部，早期反派幹部「迪斯達克三劍客」之一，有著年輕紳士般的外貌，總是身著深藍色西裝並頭戴白色高筒禮帽，經常拿著黑色的玫瑰花（這枝玫瑰花能射出破壞光線攻擊受害者），性格十分自戀、極度乖戾異常。對黛維莱德一見鍾情，接受不了對方被淨化的事實，但仍對永久有一點執著。
第23話因為迪絲比婭不滿其辦事無能而失態，被她褫奪了任務的主導權並冷落一旁，主導權被洛克奪走，以下屬身份參與收集絕望能量的任務，在第26話中為了完成任務，連蟬也不放過。第31話又成為了克羅茲的部下，表面上看他對克羅茲是唯命是從，事實上他對經常欺負自己的克羅茲敢怒不敢言。
第45話迪絲比婭向其下達了最後通牒，但他還是敗給了光之美少女。
第46話因為害怕回去會被迪絲比婭處死，如同喪家之犬的他一人孤零零的在小鎮上流浪。當他見到小遙等人合力建成的雪城堡之後，心中對光之美少女的極端仇恨瞬間爆發，而這一仇恨隨即轉化為絕望能量將其反噬，獸化成為巨大的妖貓，最終被「光之美少女 宏偉春天」打敗後恢復原形，隨後拒絕了永久的勸說，戴著夏慕爾小姐送給他的圍巾離開了。
第48話親眼見到了洛克的復活以及克羅茲對其的無情操縱之後，再聯想起自己以前的經歷，終於良心發現，衝上前去阻止了克羅茲對光之美少女的攻擊，並懇求光之美少女淨化洛克。
第49話加入到了與迪絲比婭的最終決戰中。
第50話失去黑暗力量，留在人類世界開始了正常人的生活。
名字源自於英語「閉上」。
洛克（Lock）
希望王國参照。

#### 新幹部
斯托普（Stop）、弗利茲（Freeze）
配音：井澤詩織、伊東美彌子（日本）
第31話登場的迪斯達克新幹部，外貌和舉止如同機器人般的雙子二人組。臉戴銀色面具並長著兔子耳的為斯托普，臉戴金色面具並長著老鼠耳的為弗利茲。兩人均為克羅茲的直屬部下，由其用「絕望種子」所制造出來。性格極度冷酷無情，對迪絲比婭及克羅茲絕對忠誠，積極執行其下達的收集絕望能量令「絕望種子」生長的命令，能從雙眼釋放出綠色光線攻擊受害者。
即使自己召喚的絕望堡被光之美少女打敗，兩人也無動於衷，還會在逃離之前向光之美少女丟下一句不祥之兆：「夢想沒能停下來啊（斯托普）、沒能阻擋住啊（弗利茲）。但是，他們絕望了！（合）」。
第39話被「光之美少女 宏偉春天」打敗前與克羅茲一起狼狽逃走。
第49話兩人化為絕望荊棘與迪絲比婭同化，後來第50話與克羅茲融合。
名字分別源自於英語「停止」與「凍結」。

#### 怪物
絕望堡（Zetsuborg）
配音：中務貴幸（日本）
本作刺客物質，為迪斯達克幹部將夢想加以封閉，並染上濃厚的絕望後所誕生的怪物，身上總會帶有鎖具，而被封閉住夢想的對象則會被困在一個鐵籠中陷入昏迷狀態。可以同時封閉多個對象以提升怪物的實力。
被打敗後會呼出一句「Dreaming」或「Burning」，隨之消失。然後光之美少女可以使用裝扮鑰匙打開鐵籠的鎖頭，從而解放出被困的對象。
第13話開始，黛維莱德通過其手中的黑色鎖匙打開幹部的鎖，間接對絕望堡進行大幅度的力量強化。強化後的絕望堡身體會變紅，戰鬥力得到顯著的提升。
第23話開始，迪絲比婭賜予洛克一款新的絕望堡鎖具，配上後絕望堡將會帶有尖銳的刺角。不僅令絕望堡戰鬥力變強，更會給被封閉住夢想的人類帶來更多身心的痛苦，繼而轉化為迪絲比婭的食糧（絕望能量）。
第31話開始，斯托普與弗利茲透過共同召喚，製造出配上兩個鎖具的絕望堡，不僅戰鬥力再度提升，還會釋放出大量的絕望能量，用來促進「絕望種子」生長。
名字取自日語「絕望」與英語「電子人」的合體字。
滅亡堡（Metsuborg）
配音：中務貴幸（日本）
第40、43、45、47話登場的刺客物質，為迪絲比婭製造出來用以代替自己行動的分身型怪物，外形為酷似迪絲比婭容貌的鎖具，戰鬥力極強，可以變化成任何形態進行攻擊。鎖具的顏色分別有黑色、黃色、藍色和粉紅色。
被打敗後與絕望堡同樣也會呼出一句「Dreaming」，隨之消失。
名字取自日語「滅亡」與英語「電子人」的合體字。

### 主角的家人

#### 春野家
春野伊吹
配音：松本保典（日本）
遙的父親，是一位日式點心師，和妻子女兒一起經營日式點心店「春屋（はるや）」。總會因為掛念女兒或為其出色表現感動落淚。
春野萌
配音：儀武祐子（日本）
遙的母親，對於小遙入讀貴族學園表示鼓勵，並希望她能往自己夢想前進。
春野桃香
配音：松浦愛弓（日本）
遙的妹妹，小學1年級生，有一隻乳齒脫落。本來最喜歡姐姐遙，遙到貴族學園就讀其間因感到寂寞，而與父母於貴族學園家庭日參觀其間以鬧彆扭去掩飾其心情。經綺羅羅說服後向遙贈送自製的后冠作禮物並和解。與雙親同樣知道及支持遙想當公主的夢想。

#### 海藤家
海藤渡
配音：興津和幸（日本）
南的哥哥，「海藤集團」的接班人，當年與妹妹一樣就讀貴族學園，目前經營著集團旗下擁有的其中一處大型海濱度假村。夢想是更廣泛地宣揚大海的美好。
人際關係不俗。
海藤典
配音：木下浩之（日本）
南的父親，「海藤集團」的總裁兼首席執行官，當年與兒子和女兒一樣就讀貴族學園。極富正義感，即使面對絕望堡也是毫不畏懼。
海藤真澄
配音：篠原惠美（日本）
南的母親，性格美麗而穩重，非常關心女兒的事情。

#### 天之川家
天之川史黛拉（Stella）
配音：大原沙耶香（日本）
綺羅羅的母親及憧憬對象，世界知名頂級模特兒，夢想是要與女兒一起在T型臺上同台表演，實現後改為希望綺羅羅成為與自己一樣的頂級模特兒。夢想的強大程度使之可以被利用來製成兩隻絕望堡，亦成為綺羅羅得到「流星鑰匙」的關鍵。
當年與女兒一樣就讀貴族學園，與白金太太關係不俗。為人直率，有一點點孩子氣，有時會令綺羅羅厭煩。不喜歡打掃所以家中總是亂七八糟。
高天原健
綺羅羅的父親，為出演過眾多好萊塢電影的著名電影演員，目前正在巴西參與電影的拍攝工作，於第46話中返回日本與家人團聚。

### 貴族學園
七瀨唯
配音：佳村遙（日本）
遙的同學兼室友，住在同一間宿舍裡。與遙一樣喜歡圖畫書，夢想是成為一名圖畫書作家。
第10話目睹了小遙等人變身為光之美少女與絕望堡戰鬥的一幕，大為驚訝，而在第11話她又從泡芙和阿羅瑪那邊進一步得知了小遙等人變身為光之美少女的原因，繼而全力以其夢想協助光之美少女聯繫彼方王子。事後她接受小遙隱瞞光之美少女一事的道歉，表示自己願意幫助眾人出力。在第48話之前曾是整個貴族學園中唯一知道小遙等人光之美少女身份的學生。
第18話她透露自己是因為自幼受望月夢的圖畫書「花之公主」影響，而立志將來成為圖畫書作家。
第28話說出曾經想成為光之美少女，但亦滿足於近距離見證眾人多次戰鬥。其夢想亦改為在成為圖畫書作家同時，進一步將夢想的力量傳播給大家。此舉成為永久得到「太陽鑰匙」的關鍵。
第37話親手寫出學校舞台劇羅密歐與朱麗葉的劇本。
第41話她第3次被迪斯達克變為絕望堡（前兩次分別是在第1話與第28話），期間因為感到自己無法畫出想要的滿意畫作而一度陷入絕望，但後來在牢籠中親眼看到光之美少女們那麼努力的保護自己的夢想之後從絕望中站立起來並得到畫作的靈感，隨後用自己微弱的意識嘗試衝破絕望牢籠，令絕望堡力量減弱，間接幫助光之美少女擊敗絕望堡。獲救之後她說自己的新夢想是描繪只有自己才能畫出來的故事，希望傳達出夢想的力量和堅守夢想的重要性。
第48話將光之美少女的事蹟告訴了全校師生，也是在這一話中她第4次被迪斯達克封閉夢想，但她下定決心再也不願意被迪斯達克蹂躪自己的夢想，這一決心令他成功用自己的力量衝破了絕望牢籠重獲自由，更因此與泡芙、阿羅瑪、庫洛洛一起救出了同樣也被封閉夢想的全校師生。
於多年後完成了一本以花神天使為主角的圖畫書「公主們與夢想的鑰匙」（プリンセスと夢の鍵）。
如月玲子
配音：水野理紗（日本）
貴族學園的風紀委員長，對學生要求極為嚴苛，非常害怕小狗。初次見到泡芙的時候十分的抗拒，但後來在看到泡芙面對絕望堡那麼努力的保護自己時深受感動，從此也喜歡上了泡芙，最後同意讓泡芙留在女生宿舍。夢想是成為法官。
在第48話中親眼見到了泡芙會說人類語言而且還會飛時大吃一驚。
東星羅
配音：橋本結（日本）
貴族學園的學生會副會長，南的小學同學兼助手，運動萬能，在貴族學園的女生當中很有人氣。自幼與南相識，並向遙等人道出南害怕鬼怪的往事。夢想是成為棒球選手。
西峰綾香
配音：新名彩乃（日本）
貴族學園的學生會書記，同樣也是南的小學同學兼助手，善於花道和茶道，在貴族學園的男生當中很有人氣。夢想是成為日本舞老師。
藍原裕樹
配音：阿部敦、（童年時期）儀武祐子（日本）
遙的同班同學，貴族學園網球部的王牌成員，夢想是成為大賽冠軍。深受校內女生歡迎。
在童年時曾經捉弄和欺負過與他就讀同一所幼兒園的小遙，於認出對方後總是跟小遙在鬥嘴，不時有違心的表現。
敬佩著花神天使，在第48話中親眼見到了花神天使就是小遙時大吃一驚。
今川秀
配音：田丸篤志（日本）
貴族學園的學生會副會長兼男生宿舍代表。夢想是成為劍道選手。
古芝直人
配音：村田太志（日本）
貴族學園的學生會書記，學習成績在全校男生中排行第一的秀才。夢想是成為科學家。
白金太太
配音：安蕓啟子（日本）
貴族學園女生宿舍的舍監，一位滿頭白髮的慈祥老婆婆，在校內神出鬼沒，一直默默守護女生宿舍的學生們。於貴族學園舞會內兼任調酒師。
第10話透露出她為貴族學園的第一屆畢業生，負責管理位於貴族學園內某處秘密玫瑰園中一座內牆貼滿了瓷磚的風車小屋，裡面的每塊瓷磚上都寫有貴族學園歷屆畢業生對夢想的憧憬，當它們在陽光下的時候都會變得閃閃發光，也正是在那裡三位光之美少女找到了她們的「優雅裝扮鑰匙」。
電影部部長
配音：井上勇一（日本）
擔任貴族學園舞會攝影工作，夢想是成為恐怖電影導演。
一條蘭子
配音：矢作紗友里（日本）
貴族學園三年級生，身形嬌小且目中無人的壞心眼女孩。為電視節目「SUNDAY GoGo」的常駐記者。夢想是成為頂級偶像，但由於性格很搞笑，因此曾被夏特懷疑其實要當搞笑藝人。
與綺羅羅拍攝甜甜圈電視節目其間多番阻撓綺羅羅，且言語間針鋒相對。以強差人意的畫風自創名為「毅力甜甜圈君（根性ドーナツくん）」的吉祥物戲服，可是除了南以外的每個人都叫錯名字。頗具體育精神，與綺羅羅參加吉祥物馬拉松到終點前一度因戲服過重而導致中暑及疲勞跌倒地上，但因不服輸心理而站起跑至衝過終點線後才力盡倒地。
望月夢
配音：澤田敏子（日本）
著名的兒童作家，小遙與小唯最喜歡的圖畫書「花之公主」的作者，一位面容慈祥的老年女性。第18話透露出當年打消寫出「花之公主」結局的原因是收到讀者充滿幻想的來信，於是希望他們能夠發揮自己的想像，去真正達成心目中理想的結局。夢想是給孩子們一個璀璨的未來。
真正身份為貴族學園的校長，50年前辭去作家一職之後創立了這所學校。與白金太太關係不俗，最初亦只有她知道自己的真正身份。
第23話正式向小遙等人透露貴族學園校長的身份，並歡迎永久來貴族學園上學。
瀨川瞳
配音：清都亞理沙、橋本結（第4話）（日本）
貴族學園一年級生，綺羅羅的同班同學。夢想是成為警察。
神田陽子
配音：井上遙乃（日本）
貴族學園一年級生，綺羅羅的同班同學兼仁美的好友。夢想是成為醫生。
狩野沙也加、栗田舞、小卷法子
配音：東山奈央（狩野沙也加）、橋本結（栗田舞）、佳村遙（小卷法子）（日本）
貴族學園一年級生，藍原的三名忠實粉絲，曾經因此敵視接近對方的小遙，夢想是為了藍原在大賽上當啦啦隊。
小森花惠
配音：千菅春香（日本）
貴族學園一年級生，遙的同班同學，非常喜歡插花藝術，夢想是插出世界上最美麗的花卉作品。
伊集院君麿
配音：矢部雅史（日本）
自稱小南的未婚夫，從英國留學休假歸來的前貴族學園二年級生。自幼與小南相識，夢想是與南結婚。對經常與小南在一起的小遙非常的嫉妒，一度要求小遙遠離小南，但也因此激怒了視小遙為朋友的小南，還被痛罵沒有考慮到別人的感受。返回英國之前為此向小遙表達歉意。
古屋理子
配音：植田佳奈（日本）
貴族學園一年級生，遙的同班同學，貴族學園戲劇部的成員，外表為黑長直髮及佩戴黑邊圓框眼鏡，夢想是創作出最棒的戲劇。平時個性比較溫柔，排練戲劇時則變得非常嚴厲。
平野健太
配音：小林裕介（日本）
貴族學園一年級生，遙的同班同學，同樣也是貴族學園戲劇部的成員，夢想與古屋理子一樣也是創作出最棒的戲劇。於學校舞台劇羅密歐與朱麗葉中飾演羅密歐一角，但在表演開始之前為了躲避斯托普與弗利茲的追殺而意外扭傷了腳踝，事後一度因無法上台表演而想過要放棄，但在小遙的鼓勵下鼓起勇氣帶傷上台表演。
座間堇
配音：橫尾麻里（日本）
貴族學園的老師，遙所在班級的班導師，夢想是要支持學生們的夢想。

### 其他角色
波羅羅·波安努（Baurollo Bauanne）
配音：山崎巧（日本）
第17話登場，綺羅羅所參選的模特兒選拔比賽的首席評判。經常戴著墨鏡，總是抱著一隻白色的波斯貓，要求嚴格，說話時總是插入英語或法語的詞句。
原型取材自現實人物卡爾·拉格斐。
舘響子
配音：佐古真弓（日本）
綺羅羅所屬的模特兒公司的社長，充滿大人魅力的神秘女性。以新款甜甜圈成功利誘綺羅羅參與電視節目「SUNDAY GoGo」的甜甜圈店採訪工作。
錦戶
配音：阪脩（日本）
第13話登場，給南製造和教授小提琴的老技師。將自己第一副製作的小提琴送給遙，作為其學習演奏的第一步。夢想是將小提琴的奧妙傳授給新一代。
第35話在海灘上救下了身受重傷且昏迷不醒的彼方王子，將他收留在了自己的小提琴作坊里養傷，隨後將此事告知了正在四處尋找王子的小遙等人。
及川
配音：中博史（日本）
第15話登場，一位滿頭白髮的老管家，救了因管家測驗不合格而迷惘險遭車禍的阿羅瑪，教導了阿羅瑪作為管家最重要的事情就是要考慮到主人的感受。夢想是要用自己一生的精力去侍奉主人。
緹娜
配音：興梠里美（日本）
第16話登場，一隻生活在大海裡的野生小海豚，多年前曾經拯救過差點在大海裡溺斃的小南並成為朋友。第16話為了保護小南用自己的身體擋住了絕望堡幾乎致命的一擊而身受重傷，令小南極為感動，成為得到「泡沫鑰匙」的關鍵。經過「泡沫鑰匙」力量治癒後，已經完全康復。
北風明日香
配音：坂本真绫（日本）
第36話登場，著名的海洋學者兼海洋生物獸醫，因為希望對海洋進行自由研究，而沒有同意小南的父親讓其加入「海藤集團」的建議，夢想是想深入了解大海。
非常擅長駕駛滑浪風帆。
在看見小南能駕馭野生海豚之後相當驚訝，並直覺認為她很適合當海洋生物獸醫。而這成為小南的夢想動搖的關鍵。
明星花鈴
配音：牧口真幸（日本）
第42話登場，綺羅羅所屬模特兒公司的新人模特兒，被社長舘響子委任為綺羅羅的助手，被綺羅羅暱稱作「鈴鈴（りんりん）」。
極其崇拜綺羅羅，夢想是想成為像她那樣的頂尖模特兒。

### 歷史關係者
上一代光之美少女公主（Past Princess Pretty Cure）
切莉／前任花神天使（Chieri／Past Cure Flora）
配音：藤田咲（日本）
尤拉／前任人魚天使（Yura／Past Cure Mermaid）
配音：雪野五月（日本）
塞伊／前任閃亮天使（Sei／Past Cure Twinkle）
配音：清水香里（日本）
12把裝扮鑰匙的第一代擁有者，上一代的光之美少女，在第20話中透過變身裝扮鑰匙帶領他們到古老城堡，並告訴他們黑暗力量即將要向第四瓶「公主香水」下手的警告。
第29話中出現在小遙、小南與綺羅羅面前，對當時失去裝扮鎖匙而陷入危機的三人進行一系列的考驗，以判斷她們是否有資格繼承最後的裝扮鑰匙，通過考驗後將「櫻花鑰匙」、「珊瑚鑰匙」和「銀河鑰匙」託付給三人並消失。

## 光之美少女的用具
公主香水（Princess Perfume）
光之美少女的力量根源，插入「裝扮鑰匙」後可用於變身和發動必殺技。
第20話揭露由上一代承傳下來的公主香水原本為三瓶。但眾人為了預防黑暗力量以更強形式衝擊，而暗地裡準備了第四瓶，被稱之為「失落的香水（Lost Perfume）」。
裝扮鑰匙（Dress Up Key）
解放公主力量的用具，光之美少女亦可用其解放那些被迪斯達克成員強行封閉住夢想的人。
據彼方王子所說，只要集齊12把分散各地的裝扮鎖匙，就可以解放被迪斯達克成員強行封閉夢想的希望王國國民，并引發成為大公主的奇跡力量。而在第四位光之美少女透過奇蹟誕生後，裝扮鎖匙的數目亦相應增加。
光之美少女變身完畢後，裝扮鑰匙會被裝配在她們裙子裡面的裝扮鑰匙圈（Dress Up Key Ring）上。光之美少女把各自的四把裝扮鑰匙插入公主宮殿後可以解放強大的力量淨化絕望荊棘，令代表自己的城堡出現希望彩虹。
第50話所有裝扮鑰匙回歸希望王國。
變身裝扮鑰匙（Transformation Dress Up Key）
與公主香水及赤紅小提琴（僅限赤紅天使）一同使用，用於變身為光之美少女、發動一般技（僅限赤紅天使），及變身成優雅模式（Mode Elegant）（除赤紅天使）。共有4把，分別為花神天使、人魚天使、閃亮天使及赤紅天使使用。
光之美少女四人長大成人後，各自的手中出現與變身裝扮鑰匙形狀一模一樣的透明水晶，暗示孕育出新的裝扮鑰匙。
優雅裝扮鑰匙（Elegant Dress Up Key）
與公主香水（除赤紅天使）、水晶公主魔法棒及赤紅小提琴一同使用，用於變身成第二種優雅模式（除赤紅天使）與使用技能。共有4把，分別為玫瑰鑰匙（Rose Key）、冰雪鑰匙（Ice Key）、月亮鑰匙（Luna Key）及煙火鑰匙（Hanabi Key），分別為花神天使、人魚天使、閃亮天使及赤紅天使使用。
奇蹟裝扮鑰匙（Miracle Dress Up Key）
與公主香水、水晶公主魔法棒及赤紅小提琴一同使用，用於變身成第三種優雅模式。共有4把，分別為百合鑰匙（Lily Key）、泡沫鑰匙（Bubble Key）、流星鑰匙（Shooting Star Key）及鳳凰鑰匙（Phoenix Key），分別為花神天使、人魚天使、閃亮天使及赤紅天使使用。
高級裝扮鑰匙（Premium Dress Up Key）
與公主宮殿一同使用，用於變身成強化型態「優雅模式・高貴盛裝」。共有4把，分別為櫻花鑰匙（Sakura Key）、珊瑚鑰匙（Coral Key）、銀河鑰匙（Galaxy Key）及太陽鑰匙（Sun Key），分別為花神天使、人魚天使、閃亮天使及赤紅天使使用。
皇家裝扮鑰匙（Royal Dress Up Key）
與公主宮殿一同使用，用於變身成強化型態「皇家優雅模式」。這是由小遙送給彼方王子的禮物中加上彼方王子自己的夢想力量之後所誕生出來的奇蹟鑰匙，由花神天使、人魚天使、閃亮天使及赤紅天使共同使用。另外，如果光之美少女將其插入公主香水之中並喊出咒語「皇家威嚴（Royal Majesty）」的話還可以瞬間轉移到希望王國之中。
黃金裝扮鑰匙（Golden Dress Up Key）
第49話登場，由先前光之美少女獲得的17把裝扮鎖匙再加上眾人的夢想力量之後所誕生出來的奇蹟黃金鑰匙，與公主香水一同使用，使光之美少女變身成為「宏偉公主（Grand Princess）」。
水晶公主魔法棒（Crystal Princess Rod）
第11話登場，為希望王國自古流傳下來的皇室秘寶，由彼方王子在三位光之美少女面臨大危機時所給予，可以插入「優雅裝扮鑰匙」與「奇蹟裝扮鑰匙」發動一般技及合體必殺技
第48話被洛克摧毀，第50話恢復原狀並被保管在希望王國城堡。
赤紅小提琴（Scarlet Violin）
第22話登場，赤紅天使的專用武器，由彼方王子曾經使用過的小提琴演變而來，琴弓部分則是赤紅天使本身的力量具現化而成，可以插入「變身裝扮鑰匙」、「優雅裝扮鑰匙」與「奇蹟裝扮鑰匙」用於發動一般技及必殺技，也可以當普通小提琴來演奏
與水晶公主魔法棒一樣在第48話被洛克摧毀，第50話也恢復原狀並被保管在希望王國城堡。
公主宮殿（Princess Palace）
第30話登場，由希望王國城堡演變成的最後武器，可以插入「高級裝扮鑰匙」與「皇家裝扮鑰匙」發動四人合體必殺技——「光之美少女 輝煌希望」以及「光之美少女 宏偉春天」，也可用於發動一般技。另外，如果光之美少女插入自己的4把裝扮鑰匙的話，還可以解放強大的力量淨化絕望荊棘，令代表自己的城堡出現希望彩虹。而在未插入裝扮鑰匙的情況下轉動宮殿的把手的話，會像音樂盒那樣奏出美妙的音樂。
第50話重新恢復為希望王國城堡回歸原處。而在劇場版中，插入4把「南瓜裝扮鑰匙」的話可發動四人合體必殺技——「光之美少女 萬聖夜閃電」。
公主課程平板電腦（Princess Lesson Pad）
光之美少女用來進行公主學習所使用的平板電腦，夏慕爾小姐的棲身之所，亦可用來跟彼方王子遙距通訊。平時此物被收納在公主之袋（Princess Bag）中。

## 電視動畫
日本
「Go Princess 光之美少女」（Go！プリンセスプリキュア）
- 播放電視台及時間：朝日電視台，逢星期日早上8時30分至9時
- 播放日期：2015年2月1日—2016年1月31日 全50話

### 製作人員
- 原作：東堂泉
- 企劃：野下洋、西出將之（朝日放送）、波多野淳一（旭通廣告）、清水慎治（第1話至第41話）、鷲尾天（東映動畫）
- 製作人：土肥繁葉樹→植月幹夫（朝日放送）、高橋知子（旭通廣告）、柴田宏明（第1話至第23話）、神木優（東映動畫）
- 系列導演：田中裕太
- 系列構成：田中仁
- 角色設計：中谷友紀子
- 美術設計：增田龍太郎
- 色彩設計：佐久間子
- 音樂：高木洋
- 製作擔當：山崎尊宗
- 製作協力：東映
- 製作：朝日放送、旭通廣告、東映動畫

### 各話標題
| 話數 | 標題（日文原文） | 標題（中國大陸愛奇藝翻譯）                     | 劇本       | 分鏡              | 演出       | 作畫監督                                  | 美術       | 日本播放日期   |
| ---- | ---------------- | ---------------------------------------------- | ---------- | ----------------- | ---------- | ----------------------------------------- | ---------- | -------------- |
| 1    |                  | 我成為公主了？Cure Flora誕生！                 | 田中仁     | 田中裕太          | 田中裕太   | 上野賢                                    | 增田龍太郎 | 2015年 2月1日  |
| 2    |                  | 學園公主！Cure Mermaid登場！                   | 田中仁     | 門由利子          | 門由利子   | 稻上晃                                    | 齊藤優     | 2月8日         |
| 3    |                  | 要說再見了？不可以養泡芙！                     | 田中仁     | 田中孝行          | 岩井隆央   | フランシス・カネダ アリス・ナリオ         | 飯野敏典   | 2月15日        |
| 4    |                  | 閃閃發亮的綺羅羅是Cure Twinkle？               | 田中仁     | 座古明史          | 座古明史   | 為我井克美                                | 篝         | 2月22日        |
| 5    |                  | 3人一起GO！我們是Princess Precure！            | 田中仁     | 鎌谷悠            | 鎌谷悠     | 赤田信人 上野賢                           | 齊藤優     | 3月1日         |
| 6    |                  | 課程開始！目標Grand Princess！                 | 高橋奈津子 | 三塚雅人          | 三塚雅人   | 河野宏之                                  | 田中美紀   | 3月8日         |
| 7    |                  | 網球賽上重逢！欺負人的男生！？                 | 香村純子   | 中村亮太          | 中村亮太   | 松浦仁美                                  | 佐藤千惠   | 3月15日        |
| 8    |                  | 絕對不可能！？小遙的禮服製作！                 | 伊藤睦美   | 田中孝行          | 岩井隆央   | 赤田信人 上野賢                           | 齊藤優     | 3月22日        |
| 9    |                  | 帷幕拉開吧！令人嚮往的諾布爾派對！             | 田中仁     | 芝田浩樹          | 芝田浩樹   | 大田和寬                                  | 田中里綠   | 3月29日        |
| 10   |                  | 在哪在哪？新的裝扮鑰匙！                       | 香村純子   | 畑野森生          | 畑野森生   | フランシス・カネダ アリストテル・ナサリオ | 飯野敏典   | 4月5日         |
| 11   |                  | 大大大危機！？Precure vs Close！               | 田中仁     | 座古明史          | 鈴木裕介   | 稻上晃 上野賢                             | 齊藤優     | 4月12日        |
| 12   |                  | 綺羅羅和偶像！激烈的甜甜圈對戰！               | 伊藤睦美   | 村上貴之          | 村上貴之   | 中谷友紀子                                | 田中美紀   | 4月19日        |
| 13   |                  | 冰冷的音色…！黑公主現身！                      | 高橋奈津子 | 三塚雅人          | 三塚雅人   | 為我井克美                                | 佐藤千惠   | 4月26日        |
| 14   |                  | 最愛的形狀！春野家的夢想！                     | 成田良美   | 門由利子          | 門由利子   | 河野宏之                                  | 篝         | 5月3日         |
| 15   |                  | 大變身！阿羅瑪的執事測驗！                     | 香村純子   | 黑田成美          | 岩井隆央   | 赤田信人                                  | 齊藤優     | 5月10日        |
| 16   |                  | 對著大海的誓言！小南的珍貴寶物！               | 成田良美   | 中村亮太          | 中村亮太   | 青山充                                    | 田中美紀   | 5月17日        |
| 17   |                  | 璀璨無比！綺羅羅 夢幻的T臺！                   | 香村純子   | 芝田浩樹          | 芝田浩樹   | フランシス・カネダ アリス・ナリオ         | 田中里綠   | 5月24日        |
| 18   |                  | 繪本的秘密！Princess是什麼？                   | 田中仁     | 畑野森生          | 畑野森生   | 上野賢                                    | 飯野敏典   | 5月31日        |
| 19   |                  | 發現！在宿舍中找到的寶物！                     | 伊藤睦美   | 村上貴之          | 藤本義孝   | 飯飼一幸 五十內裕輔                       | 齊藤優     | 6月7日         |
| 20   |                  | 與彼方重逢！？出發 前往希望王國！              | 高橋奈津子 | 鎌谷悠            | 鎌谷悠     | 河野宏之                                  | 佐藤千惠   | 6月14日        |
| 21   |                  | 思念傳達吧！公主 vs 公主！                     | 成田良美   | 三塚雅人          | 三塚雅人   | 稻上晃                                    | 田中美紀   | 6月28日        |
| 22   |                  | 希望之炎！其名為Cure Scarlet！！               | 田中仁     | 田中裕太          | 田中裕太   | 中谷友紀子                                | 田中里綠   | 7月5日         |
| 23   |                  | 永遠在一起！我們4人一起便是Princess Precure！  | 香村純子   | 黑田成美          | 岩井隆央   | 為我井克美 上野賢                         | 齊藤優     | 7月12日        |
| 24   |                  | 笑容太僵硬？室友是公主！                       | 伊藤睦美   | 佐佐木憲世        | 佐佐木憲世 | 青山充                                    | 飯野敏典   | 7月19日        |
| 25   |                  | 做客小遙家！第一次的留宿會！                   | 成田良美   | 暮田公平          | 暮田公平   | フランシス・カネダ アリス・ナリオ         | 北村由樹子 | 7月26日        |
| 26   |                  | 拯救永久公主！奮鬥的皇家妖精！                 | 高橋奈津子 | 村上貴之          | 村上貴之   | 五十內裕輔                                | 田中美紀   | 8月2日         |
| 27   |                  | 加油 裕樹！聲援響徹的夏日祭！                  | 田中仁     | 芝田浩樹          | 芝田浩樹   | 河野宏之                                  | 佐藤千惠   | 8月9日         |
| 28   |                  | 心連在一起！照耀Precure的陽光！                | 伊藤睦美   | 三塚雅人          | 三塚雅人   | 赤田信人                                  | 齊藤優     | 8月16日        |
| 29   |                  | 不可思議的女生？不斷傳承的傳說鑰匙！           | 香村純子   | 鎌仲史陽          | 岩井隆央   | 上野賢                                    | 田中里綠   | 8月23日        |
| 30   |                  | 通往未来！力量的结晶 Princess Palace！         | 田中仁     | 中村亮太          | 中村亮太   | 大田和寬                                  | 田中美紀   | 8月30日        |
| 31   |                  | 新學期！新的夢想和新的威脅！                   | 成田良美   | 鎌谷悠            | 鎌谷悠     | 稻上晃                                    | 飯野敏典   | 9月6日         |
| 32   |                  | 小南的未婚夫！？歸來的超級豪門子弟！           | 高橋奈津子 | 藤本義孝 田中裕太 | 村上貴之   | 五十內裕輔                                | 齊藤優     | 9月13日        |
| 33   |                  | 請教教我Shamour 實現願望的幸福課程！           | 成田良美   | 佐佐木憲世        | 佐佐木憲世 | フランシス・カネダ アリス・ナリオ         | 佐藤千惠   | 9月20日        |
| 34   |                  | 驚天大危機～！小遙的公主競賽！                 | 伊藤睦美   | 入好悟            | 岩井隆央   | 青山充                                    | 篝         | 9月27日        |
| 35   |                  | 終於相會了…！彼方與失卻的記憶！                | 香村純子   | 暮田公平          | 暮田公平   | 河野宏之                                  | 田中美紀   | 10月4日        |
| 36   |                  | 起伏不定的心…！小南想要守護的東西！            | 成田良美   | 芝田浩樹          | 芝田浩樹   | 為我井克美                                | 齊藤優     | 10月11日       |
| 37   |                  | 小遙擔任主演！？不可思議的浪漫演劇會！         | 田中仁     | 大塚隆史          | 大塚隆史   | 赤田信人                                  | 田中里綠   | 10月18日       |
| 38   |                  | 可疑的圈套…！孤身一人的公主！                  | 香村純子   | 三塚雅人          | 岩井隆央   | 上野賢                                    | 飯野敏典   | 10月25日       |
| 39   |                  | 夢想之花開放之時！舞動吧 復活的公主！          | 田中仁     | 田中裕太          | 鎌谷悠     | 大田和寬                                  | 齊藤優     | 11月8日        |
| 40   |                  | 永久的決意！閃耀在天空中的希望彩虹！           | 伊藤睦美   | 中村亮太          | 中村亮太   | 中谷友紀子                                | 田中美紀   | 11月15日       |
| 41   |                  | 小唯的夢想！心意蘊含在畫布之中…！              | 高橋奈津子 | 入好悟            | 鈴木裕介   | フランシス・カネダ アリス・ナリオ         | 佐藤千惠   | 11月22日       |
| 42   |                  | 夢想還是Precure！？熠熠生輝 綺羅羅所選擇之路！ | 伊藤睦美   | 佐佐木憲世        | 平山美穗   | 河野宏之                                  | 田中里綠   | 11月29日       |
| 43   |                  | 一番星的璀璨！邁往夢想閃耀的舞台！             | 田中仁     | 黑田成美          | 岩井隆央   | 為我井克美                                | 齊藤優     | 12月6日        |
| 44   |                  | 湧現出來的想法！小南真正的心情！               | 成田良美   | 暮田公平          | 暮田公平   | 稻上晃                                    | 田中美紀   | 12月13日       |
| 45   |                  | 想要傳達的想法！小南的夢想 奔向大海吧！        | 成田良美   | 芝田浩樹          | 芝田浩樹   | 赤田信人                                  | 篝         | 12月20日       |
| 46   |                  | 美麗…！？遊蕩的Shut與雪之城堡！                | 香村純子   | 村上貴之          | 村上貴之   | 中谷友紀子                                | 田中里綠   | 12月27日       |
| 47   |                  | 如花一般…！堅強溫柔美麗！                      | 伊藤睦美   | 畑野森生          | 畑野森生   | 上野賢                                    | 齊藤優     | 2016年 1月10日 |
| 48   |                  | 逼近的絕望…！身陷絕望的公主！                  | 香村純子   | 佐佐木憲世        | 岩井隆央   | 渡邊巧大                                  | 佐藤千惠   | 1月17日        |
| 49   |                  | 決戰Dyspear！Grand Princess誕生！              | 田中仁     | 鎌谷悠            | 鎌谷悠     | 河野宏之、赤田信人 アリス・ナリオ         | 田中美紀   | 1月24日        |
| 50   |                  | 邁向遙遠的夢想！Go！Princess Precure！         | 田中仁     | 田中裕太          | 田中裕太   | 中谷友紀子                                | 田中美紀   | 1月31日        |

### 主題曲
片頭曲
「Miracle GO！」
作詞：大森祥子，作曲：渡邊亮希，編曲：渡邊亮希、池田大介，主唱：磯部花凜
- 第1話至第25話使用第1組歌詞，第26話至第49話使用第2組歌詞，第50話恢復使用第1組歌詞。
- 第6話至第8話片頭曲有使用到「光之美少女 All Stars 春之嘉年華♪」的部分畫面。
- 第35話至第40話片頭曲有使用到「電影 Go Princess 光之美少女 Go！Go！！豪華三部曲！！！」的部分畫面。
- 第20話是整個光之美少女系列的第555話，為了紀念這一時刻，在這一話的片頭曲開始之前特別由本作最初的3位主角光之美少女的聲優發表了第555話之紀念訊息。

片尾曲
（第1話～第25話）
作詞：，作曲：山本清香，編曲：多田彰文，主唱：北川理惠
（第26話～第50話）
作詞：，作曲、編曲：石塚玲依，主唱：北川理惠
本曲分為四個版本，分別是花神天使、人魚天使、閃亮天使和赤紅天使版本。並在第26話、第30話、第35話、第39話、第42話、第47話和第50話播放花神天使版本；在第27話、第32話、第36話、第41話、第45話和第49話播放人魚天使版本；在第28話、第31話、第34話、第38話、第43話和第48話播放閃亮天使版本；在第29話、第33話、第37話、第40話、第44話和第46話播放赤紅天使版本。
- 本作在片尾曲繼續採用3D製作動畫，並由著名女子組合Perfume的編舞師MIKIKO擔任舞蹈創作。

插入曲
「〜Wink〜」（第27話）
作詞：青木久美子，作曲：高取秀明，編曲：籠島裕昌，主唱：五條真由美
（第39話）
作詞：只野菜摘，作曲、編曲：高木洋，主唱：花神天使（嶋村侑）、人魚天使（淺野真澄）、閃亮天使（山村響）、赤紅天使（澤城美雪）
「Joyful!」（第45話）
作詞：，作曲、編曲：石塚玲依，主唱：花神天使（嶋村侑）、人魚天使（淺野真澄）、閃亮天使（山村響）、赤紅天使（澤城美雪）

### 播放電視台
| 播放地區       | 播放電視台   | 播放日期                      | 播放時間             | 所屬聯播網     | 備註              |
| -------------- | ------------ | ----------------------------- | -------------------- | -------------- | ----------------- |
| 關東廣域圏     | 朝日放送     | 2015年2月1日 - 2016年1月31日  | 星期日 8:30 - 9:00   | 朝日電視台系列 | 同時              |
| 近畿廣域圈     | 朝日電視台   | 2015年2月1日 - 2016年1月31日  | 星期日 8:30 - 9:00   | 朝日電視台系列 | 同時              |
| 中京廣域圈     | 名古屋電視台 | 2015年2月1日 - 2016年1月31日  | 星期日 8:30 - 9:00   | 朝日電視台系列 | 同時              |
| 新潟縣         | 新潟電視台21 | 2015年2月1日 - 2016年1月31日  | 星期日 8:30 - 9:00   | 朝日電視台系列 | 同時              |
| 鳥取縣、島根縣 | 山陰放送     | 2015年2月7日 - 2016年2月6日   | 星期六 11:15 - 11:45 | TBS系列        | 延遲6日           |
| 宮崎縣         | 宮崎放送     | 2015年2月21日 - 2016年2月20日 | 星期六 05:15 - 05:45 | TBS系列        | 延遲20日→延遲27日 |

## 劇場版
電影 Go Princess 光之美少女 Go！Go！！豪華三部曲！！！
長篇《南瓜王國的寶物》（パンプキン王国のたからもの）
中篇《光之美少女與萊菲的奇妙之夜！》（プリキュアとレフィのワンダーナイト！）
短篇《花神天使與惡作劇魔鏡》（キュアフローラといたずらかがみ）
- 日本上映日期：2015年10月31日

### 故事簡介

#### 南瓜王國的寶物
講述光之美少女為了拯救被抓走的公主殿下而奮身作戰的故事。

#### 光之美少女與萊菲的奇妙之夜！
講述光之美少女與生活在失去白天的夜之王国的萊菲公主一起奪回白天的故事。

#### 花神天使與惡作劇魔鏡
講述花神天使與鏡子裡喜歡惡作劇的妖怪之間的一段有趣小故事。

### All Stars 系列電影
主條目：All Stars 系列電影
- All Stars 春之嘉年華♪上映於本作播出初期，因此以本作故事初期設定為準。

光之美少女 All Stars 春之嘉年華♪
光之美少女 All Stars 大家歌唱吧♪奇跡的魔法！
HUG！光之美少女♡光之美少女 All Stars Memories
光之美少女 All Stars F

### Dream Stars
主條目：Dream Stars 系列電影
光之美少女 Dream Stars!

### Miracle Universe
主條目：Miracle Universe
光之美少女 Miracle Universe
本作可能為公主四人組在短期之內最後一次登上大螢幕。

### 小小☆Dream Stars！Let's・la・Cookin'？Showtime！
Go! Princess 光之美少女的泡芙與阿羅瑪有登場。

## 相關資料、補充
1. 1 2 3 4  原文：
2. ↑  原文：
3. ↑  原文：
4. ↑  原文：
5. ↑  直到第20話的片尾人物列表只顯示「黛維莱德」，第21話至第23話則為「永久」，從第24話開始後才以「紅城永久」表示。
6. ↑  原文：
7. ↑  召喚之前幹部會先窺視受害對象的夢想，然後喊出「○○你的夢想！（○○部分為召喚刺客物質的幹部名字）」這句邪惡咒語釋放自己身上的鎖頭召喚該刺客物質。
8. ↑  僅限被赤紅天使打敗時
9. ↑  每話標題皆由春野遙的聲優嶋村侑讀出。
10. ↑  . Excite. 2014-12-25  [2015-05-06]. （原始内容存档于2016-11-26） （日语）.

## 外部連結
- Go Princess 光之美少女（ABC）（页面存档备份，存于）（日語）
- Go Princess 光之美少女（東映動畫） （页面存档备份，存于）（日語）
- 電影 Go Princess 光之美少女 Go!Go!! 豪華三部曲!!!（東映動畫） （页面存档备份，存于）（日語）